# Moda sostenibile

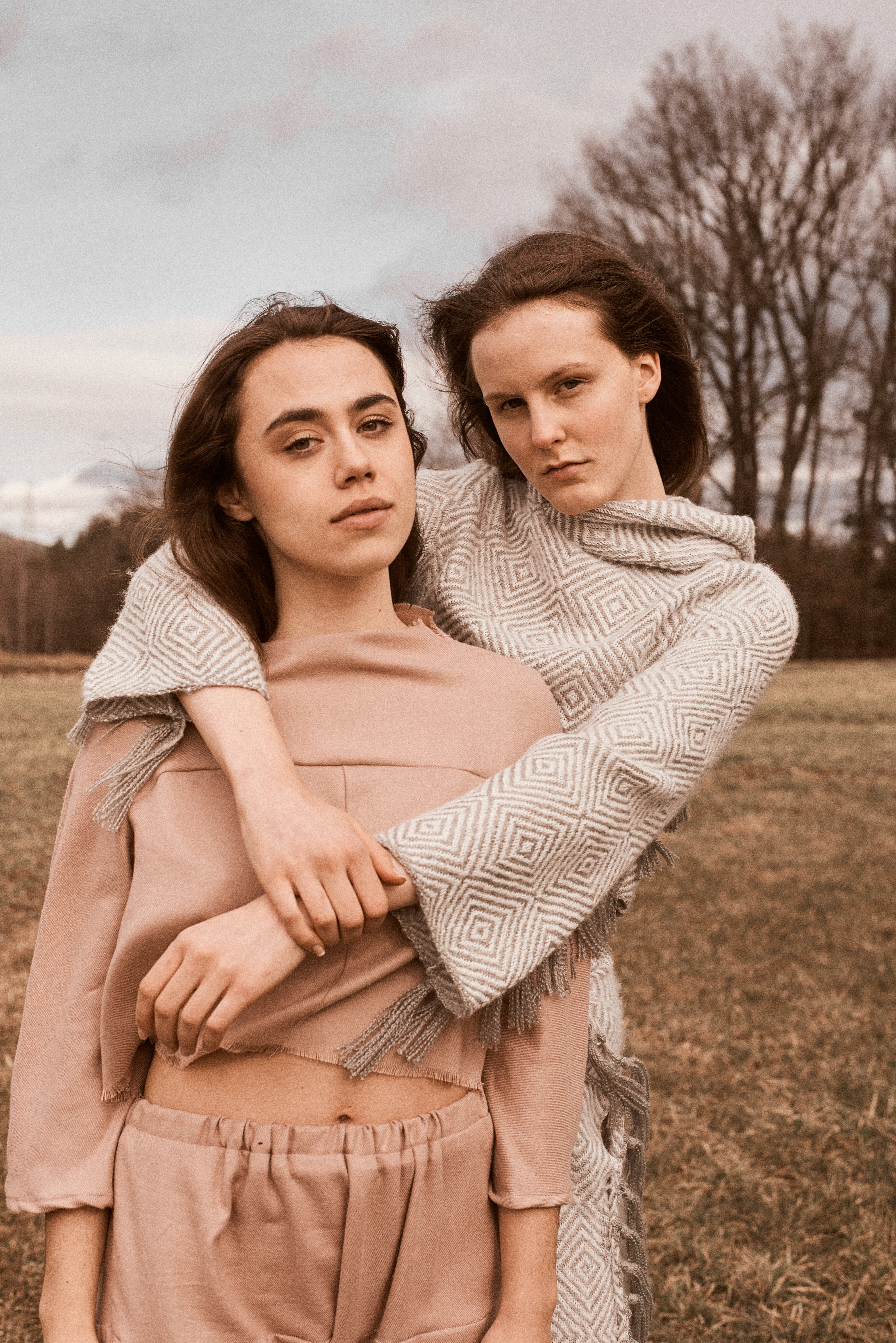
Vestiario coordinato. Moda sostenibile.

La moda sostenibile (o ecosostenibile), in inglese sustainable fashion (o eco fashion), è un movimento e un processo di promozione del cambiamento del sistema moda verso una maggiore integrità ecologica e giustizia sociale. Il cambiamento auspicato non è indirizzato esclusivamente alla filiera tessile o del prodotto di moda, bensì comprende un cambiamento di paradigma per l'intero sistema.
Ciò significa occuparsi di sistemi tra loro interdipendenti, come quello economico-finanziario, sociale, culturale ed ecologico, considerando la moda dal punto di vista di diversi stakeholder, sia a livello sociale (utenti e produttori), sia a livello ambientale, considerando l’ecosistema terrestre presente e futuro.
Le definizioni "moda sostenibile" o "moda per la sostenibilità" indicano dunque la consapevolezza delle influenze sistemiche ed interconnessioni complesse e di lungo periodo tra contesti materiali, sociali e culturali nella moda. La moda sostenibile è responsabilità dei cittadini, del settore pubblico e privato.
Un esempio chiave della necessità di pensare in modo sistemico (system thinking) nella moda è evidenziato dal fatto che i benefici delle iniziative a livello di prodotto, come la sostituzione di un tipo di fibra con un'opzione meno dannosa per l'ambiente, sono vanificati dagli effetti negativi dell'aumento dei volumi di prodotti di moda.
Vicini ma comunque distinti dal concetto di "moda sostenibile" sono invece gli approcci e le definizioni di "green fashion" e "moda ecosolidale", che enfatizzano l'aspetto ambientale, e "moda etica", che si focalizza in via primaria sull'aspetto sociale. Tali definizioni, sebbene indichino una volontà di affrontare questioni ambientali e sociali, hanno un approccio circoscritto alla risoluzione di singoli problemi tralasciando la prospettiva sistemica.

## L'industria tessile
L’industria tessile è una delle più redditizie e, allo stesso tempo, inquinanti della Terra. Produce un fatturato annuo di 1.500 miliardi di euro e oltre un miliardo di vestiti all’anno.
La produzione e la manutenzione degli abiti costano enormi quantità di acqua, energia e risorse non rinnovabili.
Le cause che rendono il ciclo di vita dei vestiti insostenibile sono dovute a diversi fattori:
- elevato utilizzo di energia e scelta di materiali non biodegradabili in fase di produzione
- impiego di enormi quantità di carburante per il trasporto di materie prime e prodotti
- produzione di grandi quantità di rifiuti solidi

Il maggior uso di sostanze chimiche nella produzione tessile avviene durante il “processo ad umido”, nella tintura, nel lavaggio, nella stampa e nei fissaggi; I macchinari adibiti a queste procedure consumano molta acqua. L’insostenibilità ambientale dell'industria della moda non è limitata alla sola fase di produzione dei vestiti, ma si protrae anche durante il loro utilizzo e la fase di smaltimento.

### La storia della moda sostenibile
Le origini del movimento della moda sostenibile si intrecciano con quelle del movimento ambientalista moderno, di cui fa parte, e in particolare la pubblicazione nel 1963 del libro Silent Spring (Primavera Silenziosa) della biologa americana Rachel Carson. Il libro della Carson, avveniristico per l'epoca, esponeva il grave e diffuso inquinamento associato all'uso di agrofarmaci come parte dell'industrializzazione, tema ancora oggi importante nel dibattito sull'impatto ambientale e sociale della moda.
Nei decenni successivi, l'impatto delle azioni umane sull'ambiente è stato oggetto di un'indagine più sistemica, che comprende gli effetti dell'attività industriale, e di nuovi concetti per mitigarne gli effetti, in particolare lo sviluppo sostenibile, termine coniato nel 1987 dal Rapporto Brundtland.
All'inizio degli anni novanta e in concomitanza con la conferenza delle Nazioni Unite sull'ambiente e lo sviluppo del 1992, nota popolarmente come Summit della Terra (Rio Earth Summit), i "temi verdi" (come venivano chiamati all'epoca) sono entrati nelle pubblicazioni di moda e tessili.
In genere, queste pubblicazioni presentavano il lavoro di note aziende come Patagonia ed ESPRIT, che alla fine degli anni ottanta hanno portato preoccupazioni ambientali nelle loro attività. I proprietari di queste aziende dell'epoca, Yvon Chouinard e Doug Tompkins, erano outdoorsmen e hanno visto l'ambiente danneggiato dalla sovrapproduzione e dal consumo eccessivo di beni materiali.
Pertanto hanno commissionato una ricerca sugli impatti delle fibre utilizzate nelle loro aziende. Per Patagonia, questo ha portato ad una valutazione del ciclo di vita di quattro fibre: cotone, lana, nylon e poliestere.
Per ESPRIT l'attenzione si è concentrata sul cotone - e sulla ricerca di migliori alternative ad esso - che all'epoca rappresentava il 90% del loro business. È interessante notare che una simile attenzione all'impatto e alla selezione dei materiali è ancora la norma nella moda sostenibile da oltre trent'anni.
I principi della moda "green"o "eco", come proposti da queste due aziende, si basavano sulla filosofia dell'Ecologia Profonda di Arne Næss, Fritjof Capra, Ernest Callenbach e del teorico del design Victor Papanek.
Questo imperativo si basa anche sulla comprensione femminista delle relazioni uomo-natura, sull'interconnessione e sull'etica della cura come sostenuto da Carolyn Merchant, Suzi Gablik, Vandana Shiva e Carol Gilligan, personalità che hanno cofinanziato la prima conferenza sul cotone biologico tenutasi nel 1991 a Visalia, in California. Nel 1992, è stata lanciata l'ESPRIT eco-collection, sviluppata dalla stilista Lynda Grose, basata sulla Eco Audit Guide e pubblicata dall'Elmwood Institute.
Nel corso degli anni novanta e all'inizio degli anni 2000, il movimento della moda sostenibile si è esteso a molti marchi. Anche se l'attenzione primaria è rimasta incentrata sul miglioramento dell'impatto dei prodotti attraverso la lavorazione delle fibre e dei tessuti e la provenienza dei materiali, Doug Tompkins e Yvon Chouinard hanno presto notato la causa fondamentale dell'insostenibilità: la crescita esponenziale e il consumo. Il tema del consumo era già stato oggetto di riflessione per ESPRIT in precedenza: nel 1990 il brand aveva pubblicato un annuncio su Utne Reader, chiedendo un consumo responsabile.
Nel 2011 il marchio Patagonia ha pubblicato un ulteriore annuncio e una campagna di comunicazione dal titolo: "Don't buy this jacket" con un'immagine della propria merce. Il messaggio intendeva incoraggiare i consumatori a considerare l'effetto che il consumo di moda ha sull'ambiente e ad acquistare esclusivamente ciò di cui hanno bisogno.
Parallelamente all'agenda dell'industria, dall'inizio degli anni novanta si è sviluppata un'agenda di ricerca sulla moda sostenibile, che ora ha una propria storia, dinamica, politica, pratiche, sotto-movimenti ed evoluzione del linguaggio analitico e critico. Il settore ha una vasta portata e comprende progetti tecnici che cercano di migliorare l'efficienza delle risorse delle operazioni esistenti, il lavoro dei marchi e dei designer per lavorare secondo le priorità attuali e quelli che cercano di ridisegnare il sistema della moda in modo fondamentalmente diverso, compresa la logica di crescita. Nel 2019, un gruppo di ricercatori ha costituito la Union of Concerned Researchers in Fashion per sostenere attività di ricerca radicale e coordinata, commisurata alle sfide della perdita di biodiversità e dei cambiamenti climatici.

### Gli obiettivi della moda sostenibile
L'industria della moda ha una chiara opportunità di agire diversamente e considerare il ruolo del profitto e della crescita, creando allo stesso tempo nuovo valore e ricchezza più profonda per la società e quindi per l'economia mondiale.
L'obiettivo della moda sostenibile è quello di creare ecosistemi e comunità fiorenti attraverso la sua attività, che può comprendere: aumentare il valore della produzione e dei prodotti locali, prolungare il ciclo di vita dei materiali, aumentare il valore di capi di abbigliamento senza tempo, ridurre la quantità di rifiuti e ridurre i danni all'ambiente creati dalla produzione e dal consumo.
Un altro dei suoi obiettivi è quello di educare le persone a praticare un consumo rispettoso dell'ambiente promuovendo il "green consumer".
C'è tuttavia una crescente preoccupazione che il modello del "green consumer" possa incentivare la crescita economica nonostante gli obiettivi dell'azienda sostenibile siano quelli di mitigare e invertire l'inquinamento, lo sfruttamento del lavoro e le disuguaglianze che l'industria della moda promuove e da cui trae profitto.
Ciò è emerso chiaramente nelle discussioni che hanno fatto seguito al rapporto Burberry, secondo cui nel 2018 il marchio ha bruciato merci invendute per un valore di circa 28,6 milioni di sterline (circa 37,8 milioni di dollari), esponendo non solo la sovrapproduzione e la successiva distruzione delle scorte invendute come una normale pratica commerciale, ma anche i comportamenti dei marchi che minano attivamente un'agenda della moda sostenibile.
La sfida per rendere la moda più sostenibile richiede un ripensamento dell'intero sistema. La Union of Concerned Researchers in Fashion sostiene che l'industria della moda stia ancora discutendo le stesse idee che erano state avanzate all'origine, alla fine degli anni ottanta e all'inizio degli anni novanta. Se si prende in considerazione il lungo termine e si esaminano i progressi della moda e della sostenibilità a partire dagli anni novanta, i progressi effettivi in termini ecologici sono pochi. Come osserva l'Unione: "Finora, la missione della moda sostenibile è stata un totale fallimento e tutti i piccoli e crescenti cambiamenti sono stati annegati da un'economia esplosiva di estrazione, consumo, sprechi e continui abusi sul lavoro ".
Una domanda che si pone spesso a chi opera nel campo della moda sostenibile è se il settore stesso sia un ossimoro. Questo riflette la possibilità apparentemente inconciliabile di coniugare la moda (intesa come costante cambiamento, e legata a modelli di business basati sulla continua sostituzione dei beni) e la sostenibilità (intesa come continuità e intraprendenza). L'apparente paradosso si dissolve se la moda viene vista in senso lato, non solo come un processo allineato ai modelli di business espansionistici e al consumo di nuovo abbigliamento, ma piuttosto come un meccanismo che porta a modi di vivere più impegnati su una Terra preziosa e mutevole.

## Sostenibilità sociale, ambientale ed economica

Le dimensioni della sostenibilità

La sostenibilità si articola in tre dimensioni:
- Sostenibilità sociale[33]: è la capacità di garantire condizioni di benessere umano equamente distribuite per classi e genere
- Sostenibilità ambientale: è la capacità di mantenere qualità e riproducibilità e/o reperibilità delle risorse naturali
- Sostenibilità economica: è la capacità di generare reddito e lavoro per il sostentamento della popolazione

## La moda ecosostenibile
La moda ecosostenibile rappresenta un nuovo approccio al design di vestiti. È una realtà basata e composta dall'etica e dalla sostenibilità. L’etica applicata alla moda si riferisce alle condizioni di lavoro e al benessere dei lavoratori. Da un punto di vista sostenibile, invece, ha lo scopo di proteggere l’ambiente. La sostenibilità si basa principalmente sull'utilizzo di materiali non dannosi o dal minimo impatto sull'ambiente, sia in fase di produzione che di smaltimento, come la seta o la canapa.
La moda etica viene ancora definita un'utopia, ma è in sviluppo grazie alle iniziative intraprese da grandi marche come Stella McCartney che utilizza materiali ecologici. Questa realtà sta diventando nota anche grazie ad alcuni paesi che organizzano eventi per pubblicizzarne le idee, come la Danimarca.
Esistono delle certificazioni come quella rilasciata dalla GOTS (Global Organic Textile Standard) che è leader mondiale nel controllare e i criteri ambientali e sociali utilizzati nella produzione delle fibre organiche. Questa associazione controlla che all'interno delle fibre organiche non ci siano sostanze chimiche che danneggiano la biodegradabilità del materiale.

### Principi e caratteristiche
La moda ecosostenibile si basa su alcuni principi:
- Le condizioni di lavoro dei dipendenti. Dagli anni novanta combatte contro lo sfruttamento dei lavoratori e soprattutto dei bambini. Si combatte anche per aumentare gli stipendi dei lavoratori visto che in paesi meno sviluppati è frequente che gli operai ricevano stipendi molto bassi.
- Il riciclo è uno dei punti chiave del settore e si collega alla riduzione minima degli scarti perché nella moda ecosostenibile si cerca di riutilizzare tutto il possibile e di buttare via solo lo stretto necessario.
- I diritti degli animali sono molto importanti. L'associazione Animal Free valorizza le aziende di moda attente e rispettose verso gli animali. Il primo passo richiesto è la sostituzione delle pellicce animali seguito poi dalla sostituzione di altri materiali come le piume o la lana.[39]
- La produzione veloce ("Fast Fashion") si riferisce alle aziende tipo H&M, Topshop, Zara o Benetton che producono circa 10/12 collezioni all'anno, ispirate all'alta moda, ma a prezzi contenuti e aggiornate in molto poco tempo. Questo fenomeno della produzione veloce ha ricadute negative sull'ambiente e va contro l’etica. Producendo tanto e velocemente l'inquinamento aumento e l’industria della moda è già quella che inquina di più, dopo quella petrolifera. A livello etico, invece, dietro una maglietta economica ci sono molti operai sottopagati che lavorano in scarse condizioni di sicurezza e salute.[40]
- I prodotti usati da chi segue la moda ecosostenibile sono quelli che sono stati valutati secondo la sostenibilità da A (ottima) a D (scarsa).
- L'uso di stoffe ecologiche è uno dei principi più aderito dalle aziende. Molte aziende negli ultimi anni hanno iniziato a usare stoffe ecologiche per i loro vestiti, quelle più utilizzate e conosciute sono il lino e la seta.
- L’ultima caratteristica consiste nella riduzione massima dell’uso dell’acqua per fabbricare vestiti.[35][36][41][42]

### I materiali ecosostenibili per la moda
Ci sono diverse stoffe e materiali che vengono utilizzati per produrre vestiti che rispettano i principi dell'ecosostenibilità per cercare di abbassare l’inquinamento e gli sprechi effettuati ogni anno. Molti sono in via di sviluppo essendo appena stati scoperti, ma i più utilizzati e conosciuti sono:
- La canapa, la seta, la lana e il lino rientrano tra i materiali usati in questo settore della moda per le loro caratteristiche ecologiche. Sono materiali naturali, non contengono OGM, sono biodegradabili, sono materie prime naturali, non necessitano l’uso di sostanze tossiche durante l’estrazione e la lavorazione di essi e la loro estrazione avviene tramite processi meccanici. Le valutazioni di sostenibilità possono essere A (ottima), B, C, D (scarsa) e questi materiali sono valutati con B. La seta ha come certificazioni ecosostenibili la GOTS, la Oeko Tex Standard 100, la Reach e la Fair Wear Foundation. Il lino e la canapa hanno la GOTS, la Organic Content Standard, la Oeko Tex Standard 100, la Reach, la Fair Wear Foundation e la Animal Free. La lana ha le stesse del lino e della canapa tranne Animal Free.
- Il cashmere ha molte caratteristiche ecologiche infatti è un materiale, naturale, biologico, è biodegradabile, è una materia prima naturale, non contiene OGM, l’estrazione è meccanica, non necessita sostanze tossiche né per l’estrazione ne per la lavorazione. È uno dei pochi materiali con valutazione di sostenibilità A. Come certificazioni di ecosostenibilità ha la GOTS, la Organic Content Standard, la Oeko Tex Standard 100, la Reach e la Fair Wear Foundation.
- Il bambù è un materiale adatto per la moda ecosostenibile nonostante sia un tessuto artificiale, ma non contiene OGM, è biodegradabile, non utilizza sostanze tossiche durante l’estrazione e la lavorazione del tessuto. Le certificazioni ecosostenibili del bambù sono la Organic Content Standard, la Oeko Tex Standard 100, la Reach, la Fair Wear Foundation e la Animal Free.
- Il tencel, chiamato anche Lyocell, è un materiale scoperto di recente che si ottiene dagli alberi di eucalipto dai quali viene presa la polpa di legno, e ciò rende la fibra cellulosa artificiale più compatibile dal punto di vista ambientale. Il tencel è caratterizzato da alcune caratteristiche come la sua elasticità e inoltre è liscio, assorbe l’umidità naturalmente grazie al legno di eucalipto, viene prodotto ecologicamente ed è 100% biodegradabile. Inoltre il consumo dell’acqua richiesto per la produzione del tencel è 10-20 volte minore a quello richiesto per la produzione del cotone.[43]
- Anche il cotone ha le caratteristiche ecologiche che gli permettono di far parte dei materiali ecosostenibili per esempio è un materiale naturale, biologica, senza OGM, è biodegradabile, è una materia prima naturale, viene estratto con macchinari e non necessita l’uso di sostanze tossiche per l’estrazione e la lavorazione. La valutazione di sostenibilità è B e le certificazioni sono di nuovo la GOTS, la Organic Content Standard, la Oeko Tex Standard 100, la Reach, la Fair Wear Foundation e la Animal Free.

Utilizzando questi materiali si abbassa il consumo dell’acqua per la produzione, i pesticidi e i fertilizzanti non vengono utilizzati e si emette meno anidride carbonica nell'atmosfera visto che ogni anno poi, circa 73 milioni di tonnellate di abiti vengono buttati e almeno con l’utilizzo di questi materiali l’ambiente ne risentirebbe meno.

### Le marche che producono abbigliamento ecosostenibile
L'industria della moda ecosostenibile è in crescita e sempre più marche stanno aderendo a questa realtà come per esempio la Reebok che ha prodotto le scarpe biodegradabili fatte di cotone e mais. Molte altre marche come Zara, Puma, Adidas, Valentino e Levi’s si sono uniti a questa visione rivoluzionaria grazie al contributo di Greenpeace con la sua campagna Detox. Una marca di fama mondiale che ha aderito è Stella McCartney che si basa su quattro principi: rispetto per la natura, rispetto per le persone, rispetto per gli animali e nessuno spreco di materiale. Ci sono invece alcune marche che hanno fatto scandalo per azioni soprattutto contro l’etica come la Moncler. Nel 2014 una giornalista è quasi stata inforcata da un allevatore di oche in Ungheria per sottrarsi alle sue domande, ma è stato scoperto che le oche era rinchiuse in lager e quattro volte all’anno venivano spiumate in un modo atroce e violento che causa ferite gravi e qualche volta anche letali dopo ore di agonia e sofferenza. I piumini non vengono nemmeno più fabbricati in Italia ma in Moldavia e in Romania.

## La moda etica
Lo scopo della moda etica è di tenere conto dei numerosi lavoratori coinvolti nella produzione: agricoltori che coltivano i materiali per i tessuti, operai che ricamano i pezzi, tutti coloro che pongono in essere l’industria dell’abbigliamento stando dietro ai vari marchi di moda.
Garantire un lavoro etico significa istituire salari equi e accesso a buone condizioni di lavoro. Ciò mostra uno scopo più ampio rispetto agli utili e alle vendite.

### Quando non c’è lavoro etico
La sicurezza del lavoro non è garantita quando:
- i lavoratori sono obbligati a operare in strutture la cui capacità è minore rispetto alla quantità di lavoratori effettivamente presenti.
- una tipica giornata di lavoro inizia alle 8:00 e termina alle 22:00, per un totale di 14 ore al giorno.
- le fabbriche utilizzano la gestione patriarcale, che mette le donne e i minori in una posizione per la quale sono costretti all’obbedienza.
- i dipendenti sono obbligati a utilizzare attrezzature pericolose, lavorare con prodotti chimici dannosi, in condizioni di scarsa igiene, illuminazione e ventilazione, o trasportare carichi troppo pesanti.

Con la globalizzazione, poi, i materiali e la manodopera necessari alle industrie di moda richiedono costi veramente bassi in diverse parti del mondo. Questi risparmi vengono trasferiti al cliente, che trova i capi e a prezzi sempre più bassi, considerandoli quasi usa e getta. I lavoratori, invece, ricevono bassi salari, notevolmente inferiori al salario minimo di base e saranno probabilmente bloccati per sempre nel ciclo della povertà.

### Dove non c’è lavoro etico
La sicurezza del lavoro non è garantita soprattutto in India, Etiopia, Vietnam, Cambogia, Marocco, Indonesia, Brasile e Messico.
Un esempio eclatante di sfruttamento dei lavoratori è il Rana Plaza: un edificio commerciale di 8 piani nella capitale del Bangladesh, Dacca, che al suo interno ospitava fabbriche di abbigliamento, una banca, appartamenti e numerosi negozi.
Il 24 aprile 2013 crollò causando 1129 vittime e rappresentando il più grave incidente mortale in una fabbrica tessile. Il crollo fu causato dal fatto che la struttura era stata costruita senza permesso nei piani superiori, oltre che progettata per ospitare negozi e uffici, e non fabbriche. Si erano già notate in precedenza delle crepe nell’edificio, ed alcune attività erano già state chiuse. Nonostante tutto, ai lavoratori delle fabbriche è stato ordinato di tornare al lavoro il giorno seguente, pena trattenimento della loro paga.
Coinvolti in questo disastro, oltre ai morti e ai feriti, molteplici brand. Tutto ciò spinse circa 220 aziende a stipulare un importante accordo quinquennale riguardante la prevenzione degli incendi e la sicurezza degli edifici.

## La moda responsabile
Negli ultimi anni l'attenzione da parte dei consumatori verso la sostenibilità è cresciuta notevolmente; infatti il 70% circa è disposto a spendere il 5% o il 10% in più per abiti ecosostenibili. Di conseguenza le imprese si stanno convertendo ad una produzione sempre più green.
L'interesse verso una moda responsabile ha portato allo sviluppo di nuove tipologie di moda. Esistono infatti tre possibili filoni della moda responsabile: la moda biologica, la moda solidale e la moda dell’usato.
La moda biologica è caratterizzata da un'attenzione e una sensibilità verso la natura, vista come bene da difendere e valorizzare. Gli individui e le imprese che fanno parte di questo filone acquistano e producono prodotti ecocompatibili, realizzati con materiali a basso impatto ambientale, facilmente smaltibili e/o riciclabili. Un grande brand leader nel settore dell’abbigliamento ecologico e sportivo è Patagonia. Il suo principio organizzatore, infatti, è “fabbricare il prodotto migliore, non provocare alcun danno non necessario, usare il business per ispirare e implementare soluzioni alla crisi ambientale”.
La moda solidale riflette la dimensione altruistica della responsabilità, dando sempre importanza all’ambiente. Un esempio di tale realtà è BDS (acronimo di Botteghe della Solidarietà), un insieme di cooperative che contribuiscono allo sviluppo di un'economia solidale attraverso attività socialmente utili, che ripartiscano in modo equo le risorse del pianeta.
Infine, esiste la moda dell’usato che si occupa del recupero, riciclo e riutilizzo degli oggetti, sempre prestando attenzione all’ambiente e alla tutela dei diritti dei lavoratori. Nel 2020 circa un terzo degli italiani ha acquistato capi di seconda mano e circa la metà degli acquisti è stata effettuata online. Coloro che prestano attenzione al consumo responsabile, infatti, hanno iniziato ad utilizzare alcune applicazioni online, come per esempio Vinted. Si tratta di un marketplace lituano che consente ai suoi utenti di vendere, acquistare e scambiare capi di abbigliamento e accessori di seconda mano. Negli ultimi mesi è diventata la più grande piattaforma europea online close to customer dedicata all'usato.

## Agenda 2030: il settore della moda

Obiettivi per lo sviluppo sostenibile, Agenda 2030

La moda sostenibile e la sostenibilità nel mondo della moda seguono i canoni di sviluppo sostenibile suggeriti dall’Agenda 2030 nel piano per raggiungere i 17 obiettivi che sono stati adottati da tutti gli Stati membri delle Nazioni Unite nel 2015.
I Sustainable Development Goals stanno diventando un riferimento per le aziende nella definizione delle strategie di sostenibilità a medio-lungo termine.
Secondo l’indagine di Global Fashion Agenda, i 17 SDGs possono essere uno strumento utilizzabile dalle aziende per misurare le proprie performance in termini di sostenibilità.
Le stesse Nazioni Unite suggeriscono l’integrazione di questi obiettivi nell’ambito della moda tramite progetti specifici.
La United Nations Alliance for Sustainable Fashion è un’iniziativa che promuove un’azione coordinata nel settore della moda.
L’alleanza si impegna a supportare la coordinazione dei membri della UN che lavorano nel settore della moda e promuovono progetti che assicurano la sostenibilità della catena di produzione per il raggiungimento degli SDGs.
La UN, attraverso questa alleanza vorrebbe contribuire alla realizzazione degli obiettivi e ridurre il suo impatto ambientale e sociale negativo.
Inoltre, nel 2018 è stata creata l’iniziativa SDGs for Better Fashion, che coinvolgere studenti, aziende e consumatori.
L’obiettivo di questa iniziativa è di integrare gli SDGs in questo settore, per risolvere i problemi sociali e ambientali relativi alla produzione e al consumo dei capi, attraverso l’implementazione di strategie di design sostenibile, promuovendo l’uso di tecnologie sostenibili e di una gestione adeguata delle risorse utilizzate nelle filiere tessili. In aggiunta, promuovere nuovi modelli di business e interagire con i consumatori per migliorare le abitudini di consumo.

## La moda sostenibile in Italia
Il Manifesto della sostenibilità per la moda del 13 giugno 2012 promosso dalla Camera nazionale della moda italiana è composto di dieci punti con l’obiettivo di tracciare una via italiana alla moda responsabile e sostenibile e di favorire l’adozione di modelli di gestione responsabile lungo tutta la catena del valore della moda a vantaggio del sistema Paese.
I dieci punti:
1. Design. Disegna prodotti di qualità che possano durare a lungo e minimizzino gli impatti sugli ecosistemi.
2. Scelta delle materie prime. Utilizza materie prime, materiali e tessuti ad alto valore ambientale e sociale.
3. Lavorazione delle materie prime e di produzione: riduci gli impatti ambientali e sociali delle attività e riconosci il contributo di ognuno al valore del prodotto.
4. Distribuzione, marketing e vendita: Includi criteri di sostenibilità lungo tutto il percorso del tuo prodotto verso il cliente.
5. Sistemi di gestione: Impegnati verso il miglioramento continuo delle prestazioni aziendali.
6. Moda e sistema paese: Sostieni il territorio e il Made in Italy.
7. Etica d'impresa: Integra i valori universali nel tuo marchio.
8. Trasparenza: Comunica agli stakeholder in modo trasparente il tuo impegno per la sostenibilità.
9. Educazione: Promuovi l’etica e la sostenibilità presso i consumatori e tutti gli altri interlocutori
10. Fai vivere il Decalogo

## Consumatore sostenibile nel settore Moda: LOHAS
I Lohas, Lifestyle of health and sustainability, sono i nuovi consumatori, soprattutto appartenenti alle ultime generazioni, propensi a operare scelte responsabili anche nel settore della moda.
La Lohas è una tendenza sempre più popolare che riguarda l’utilizzo di beni e risorse in modo sostenibile.
Fino a poco tempo fa venivano chiamati green chic. Seguono delle regole ad impatto zero, sono over 40. I Lohas non amano acquistare online e rifuggono tutto ciò che non è a chilometro zero o sfuso, eviterebbero appunto il digital shopping.
Elevata sarebbe invece la frequentazione dei gruppi d'acquisto solidali.
Il tema è emerso durante un incontro organizzato a Milano da Here Connecting Creativity in collaborazione con Green Light For Business, associazione studentesca nata in Bocconi.

## Le sfilate di moda sostenibili

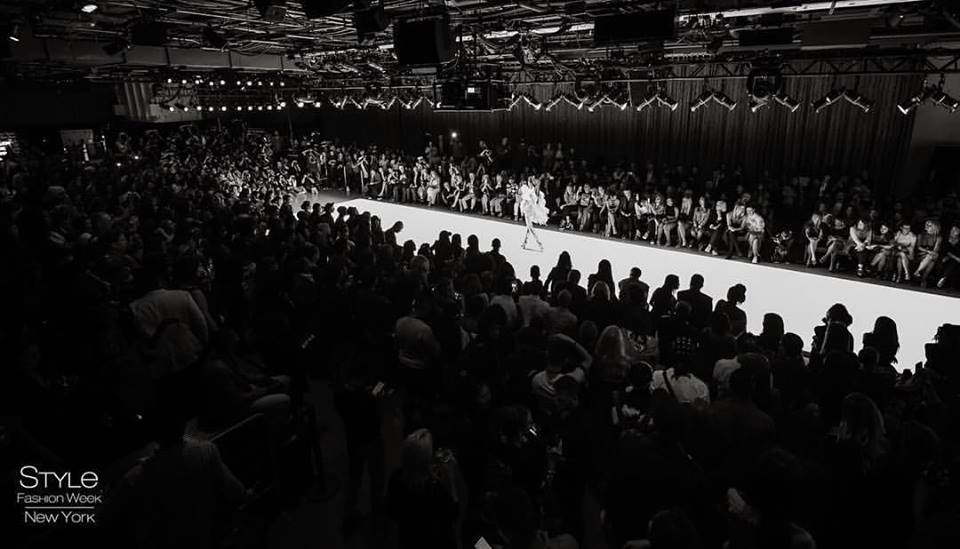
Sfilata di moda a New York

L'inno della primavera-estate 2019 è stato "Buy Less, Dress Up", ovvero "Compra meno,Vestiti" di Vivienne Westwood. Lei è stata la prima a lanciare la sua linea di moda libera da pellicce a pelli di animali.
Da poco si è avvicinata al tema della sostenibilità anche Stella McCartney, che ha appena lanciato insieme ad Adidas le nuove sneaker Stan Smith vegan e che, lo scorso marzo, ha lanciato con la sua Fondazione una challenge che usa i social per salvare il Pianeta. Alle ultime sfilate la designer inglese ha portato una collezione realizzata con il 75% dei prodotti sostenibile, dal cashmere rigenerato alla nappa eco, fino a Koba, pelliccia di origine vegetale.

### Brand sostenibili
Prada ha fatto recentemente un salto di qualità verso l'alta moda sostenibile. Da poco la casa italiana ha annunciato il lancio della nuova linea Re-Nylon e ha dichiarato che arriverà ad utilizzare esclusivamente nylon riciclato entro la fine del 2021.
Prada ha firmato durante il G7 insieme a più di 32 brand, tra cui anche Gucci, un accordo per raggiungere tre obiettivi chiave: azzeramento emissione gas serra; riduzione plastica monouso; ridurre inquinamento da microfibre.
In più è stato il primo brand del lusso a sottoscrivere un prestito legato ad obiettivi sostenibili.
Il ceo di Gucci Marco Bizzarri ha lanciato la "Ceo Carbon Neutral Challenge", La chiamata è ai manager delle grandi società, non solo della moda.
Ha, inoltre, dichiarato che la catena di fornitura sarà a emissione zero e che verranno compensate le emissioni che non possono essere evitate.
Gucci è il primo brand di lusso ad aver ottenuto la certificazione ISO 20121 (certificato collegato alla sostenibilità) per le sfilate. A partire dalle sfilate primavera estate 2020 l'azienda misura e mitiga gli impatti ambientali negativi e ottimizza i processi al fine di renderli più efficienti dal punto di vista ambientale scegliendo materiali sostenibili, che possono essere riutilizzati, riciclati o noleggiati.
Per ogni partecipante alle sfilate il brand si è impegnato a piantare un albero per compensare le emissioni che non è stato possibile ridurre o eliminare. Il primo evento di forestazione è stato realizzato a ottobre 2019 a Milano.
Gucci ha anche un programma per i suoi dipendenti nell'ambito del volontariato globale e si chiama: Gucci Changemakers.
Importante è anche l’associazione di promozione sociale “Dress the Change” nata a Roma nel 2017 e seguita dai due fondatori Cecilia Frajoli Gualdi e Fabio Pulsinelli. Si occupa di promuovere e di divulgare ciò che riguarda la moda etica, l’economia civile e il sustainable Design.
Alabama Muse, brand di eco-pellicce di lusso della stilista Alice Gentilucci, ha scelto nel 2022 la certificazione Animal Free Fashion di LAV, che promuove una moda etica e sostenibile, senza usare prodotti di origine animale.

## Certificazioni per la moda sostenibile
Per aiutare il consumatore ad orientarsi nel mondo della moda e dei capi d'abbigliamento ecosostenibili le certificazioni possono giocare un ruolo ed aiutare ad individuare i capi d'abbigliamento che rispettano criteri etici e di sostenibilità.

### Friend of the Earth - Certificazione per la Moda sostenibile
La moda e i prodotti tessili certificati Friend of the Earth sono derivati dall’utilizzo di materie prime provenienti dall’agricoltura e dall’allevamento sostenibili certificati Friend of the Earth o da materiali riciclati prodotti nel rispetto dell’ambiente e dei lavoratori.
Gli standard per la certificazione Friend of the Earth moda sostenibile includono:
- La messa in opera di un Sistema di gestione sociale e ambientale
- Conformità legale
- Conservazione degli ecosistemi
- Protezione della flora e della fauna selvatica
- L’uso appropriato di sostanze pericolose
- Una gestione appropriate delle risorse idriche
- Controllo delle emissioni
- Gestione dei rifiuti
- Gestione dell’energia
- Responsabilità sociale
- Sostenibilità economica